# Raudnei Aniversa Freire
Raudnei Aniversa Freire (18 juli 1965), ook wel kortweg Raudnei genoemd, is een voormalig Braziliaans voetballer.